# Højslev
Højslev er en landsby i Midtjylland med 214 indbyggere  (2024), beliggende i Højslev Sogn. Højslev ligger i Skive Kommune og hører til Region Midtjylland.
I landsbyen findes Højslev Kirke bygget i romansk stil. Kirken ligger højt i terrænet med udsigt til Skive Fjord mod vest. Knap 2 kilometer i samme retning ligger herregården Stårup Hovedgård.
Fra landsbyen er der 4 kilometer til den væsentligt større Højslev Stationsby, 10 km til Skive og 25 km til Viborg.